# Līna Čanka
Līna Čanka, po mężu Freidenfelde (ur. 5 listopada 1893 w Mežzīlē, zm. 9 czerwca 1981) – łotewska żołnierka, uczestniczka I wojny światowej i wojny o niepodległość Łotwy.

## Życiorys
Pochodziła z wielodzietnej rodziny chłopskiej z Kurlandii, była najmłodszą z siedmiorga dzieci. Ukończyła szkołę parafialną oraz kursy prowadzenia gospodarstwa wiejskiego. Latem 1915 r. jej rodzina została ewakuowana w głąb Rosji w związku ze spodziewaną ofensywą armii niemieckiej.
Gdy ogłoszony został pobór ochotników łotewskich do batalionów strzeleckich, Līna Čanka poprosiła swojego znajomego o zgłoszenie się do punktu ich przyjmowania z paszportem swojego zmarłego brata Jānisa. Gdy ten pomyślnie przeszedł kontrolę lekarską, z uzyskanym przez niego skierowaniem sama stawiła się w miejscu formowania 3 kurlandzkiego batalionu strzelców łotewskich. W koszarach została jednak szybko zdemaskowana przez kolegów, którzy zgłosili do dowództwa, iż wykryli „szpiegówkę”. Komitet organizacyjny batalionów zamierzał odesłać ją do domu, jednak Līna Čanka przekonała jego członków, by pozwolili jej pozostać. 2 listopada po przejściu przeszkolenia i złożeniu przysięgi – nadal jako Jānis Čanka – razem ze swoim batalionem została skierowana na front pod Rygą. Już w pierwszej akcji batalion poniósł poważne straty – 300 zabitych i rannych; jedną z rannych była Līna Čanka, która, sama ugodzona w bok i w rękę odłamkiem granatu ręcznego, udzieliła jeszcze pomocy innemu rannemu. Po krótkim pobycie w szpitalu wróciła na front. Razem ze swoją jednostką brała udział w dalszych walkach pod Rygą, w tym w krwawych starciach na bronionym przez strzelców łotewskich przyczółku pod Ikšķile, nazwanym przez Łotyszy wyspą śmierci (Nāves sala). W bitwie bożonarodzeniowej (23–29 grudnia 1916 r./5-11 stycznia 1917 r.) została zatruta gazami bojowymi i ponownie trafiła do szpitala. Została odznaczona Krzyżem św. Jerzego IV i III stopnia oraz Medalem św. Jerzego IV stopnia.
We wrześniu 1919 r. Līna Čanka wstąpiła do 5 pułku powstającej armii łotewskiej. W 1920 r. została zdemobilizowana. Wyszła za mąż za Roberta (według innego źródła – Ernesta) Freidenfelde i wspólnie z nim prowadziła gospodarstwo rolne w gminie Renda w Kurlandii. Nie mieli własnych dzieci, jedynie przybranego syna Karlisa. W 1932 r. musieli sprzedać ziemię, gdyż popadli w długi, zmuszeni do spłacania pożyczki, którą poręczyli innej osobie. Za pozostałe pieniądze oraz zapomogę, jaką otrzymała jako odznaczona za wojenne zasługi orderem Pogromcy Niedźwiedzia, małżeństwo kupiło fermę mleczną w miejscowości Kannenieki w Kurlandii. W okresie międzywojennym rodzina przenosiła się jeszcze dwukrotnie: w 1937 r. małżonkowie sprzedali fermę w Kannenieki i kupili jeszcze mniejsze gospodarstwo w Laimās (region Tukums), a następnie dom i gospodarstwo w Eglīte koło Zaļenieki (region Jełgawy). Līna Čanka-Freidenfelde żyła skromnie, nie uczestniczyła w życiu publicznym.
Podczas II wojny światowej małżonkowie Freidenfelde prowadzili w Jełgawie klub i stołówkę dla żołnierzy Legionu Łotewskiego SS, do którego wcielono ich przybranego syna. W 1944 r. ich dom i klub w Jełgawie zostały zniszczone podczas radzieckiego bombardowania. Małżeństwo zamierzało uciekać z Łotwy, ponownie przyłączonej do ZSRR, do Szwecji, jednak ostatecznie nie zrealizowali tego planu. Przez pewien czas żyli w Mežzīlē u jednej ze starszych sióstr Čanka. Po jej śmierci oraz po śmierci męża Līna Čanka-Freidenfelde w latach 70. znalazła się w domu starców w Ēdole. Ostatnie lata spędziła w podobnej placówce w Reģi. Zmarła w 1981, natomiast w 1989 r. jej szczątki ekshumowano z pierwotnego miejsca pochówku i złożono obok męża na cmentarzu w Rendzie.
Līna Čanka była odznaczona Orderem Trzech Gwiazd. Jest jedną z trzech kobiet (obok Valiji Veščunas-Jansone i Elzy Žiglevica), które zostały odznaczone Orderem Pogromcy Niedźwiedzia i jedyną z nich, która przeżyła I wojnę światową i wojnę o niepodległość Łotwy.